# Jesper Andersson Cruus af Edeby
Jesper Andersson Cruus af Edeby, född 1 augusti 1576 i Värnsta, död 14 februari 1647, var en svensk militär och ämbetsman. Han var chef för Upplands regemente 1613–1621 och landshövding i Kalmar och Öland åren 1634–1637.
Han var son till Anders Larsson (Kruse) (död 1591) och hans hustru Christina Fleming, vilka båda är begravda i Helgarö kyrka i Södermanland. Han var sonson till Lars Jespersson. 
Jesper Andersson Cruus skrev sig till Edeby, Lundby i Husby-Rekarne socken i Södermanlands län och Värnsta och upptog därför vid introduktionen på Sveriges riddarhus i Riddarhuspalatset 1625 namnet "Kruser af Edhby, Frödzåker o Årby". Edeby herrgård ligger på Fogdön i Helgarö socken i Strängnäs kommun och var sätesgård för släkten Cruus af Edeby under åren 1574–1732. Jesper Andersson Cruus lät omkring 1650 uppföra den nuvarande huvudbyggnaden. 

## Biografi
År 1600 var Jesper Andersson Cruus hövitsman för knektarna i Tavastehus slott i Finland och 1601 blev han överste i Livland. Den 9 januari 1612 fick han Långtora socken i Uppsala län i förläning. Samma år, den 10 oktober 1612, blev han ståthållare på Jönköping. Den 4 juli 1613 blev han överste för Upplands regemente. 1615 blev han ståthållare i Novgorod.
1625 introducerades Jesper Cruus under nr 69 å ättens vägnar. Den 5 juni 1630 blev han assessor i krigskollegium. Den 14 oktober 1634 blev han utnämnd till landshövding i Kalmar län och på Öland, varifrån han fick avsked den 3 augusti 1637.
Jesper Cruus avled den 14 februari 1647 och ligger jämte sin fru begraven i Cruus-graven i Helgarö kyrka i Vårfruberga-Härads församling (gamla Helgarö socken) på Fogdön i Södermanland. Jesper Cruus och hans hustru skänkte en silverkanna om 100 lods vikt, sirad med bägges vapen.
"Han och Jesper Nilsson Cruus hade på riksdagen 1635 tvist med Krusarna till Elghammar om vardera ättens adliga ålder, och påstod han då, att hans släkt härledde sig ifrån stamgodset Cruusborg i Bäijerland och inkommit med konung Christoffer, vilket av doktor Messenii släktbok vore bevisligt. Uppviste så ock ett urminnes gammalt vapen samt tillkännagav för övrigt att emellan Edeby- och Elghammarsläkterna ej var någon skyldskap, på det i en framtid icke måtte hända, att den ena släkten sökte träda i arv efter den andra. Det upplystes också därvid, att Sivard Kruse af Elghammar, när han adlades, fått, med Nils Jespersson Cruus tillstånd, antaga hans vapen, dock med skillnad i färgerna."

## Familj

Hustrun Ingeborg Ryning (1593–1671). Oljemålning av okänd konstnär. Nationalmuseum. Statens porträttsamling på Gripsholm.

Då Jesper Andersson Cruus af Edeby var landshövding i Kalmar gifte han sig 29 augusti 1619 i Edeby kyrka på Fogdön med Ingeborg Ryning. Hon var född 9 november 1593 på Lagnö i Södermanland och avled 1671 samt jordfästes 16 maj 1672 i Riddarholmskyrkan i Stockholm och ligger jämte sin man begraven i Cruusgraven i Helgarö kyrka.
Han var far till åtta barn, bland dem Gustaf Jespersson Cruus (1621–1665), landshövding.